# Cantón de Salernes
El cantón de Salernes era una división administrativa francesa, que estaba situada en el departamento de Var y la región de Provenza-Alpes-Costa Azul.

## Composición
El cantón estaba formado por tres comunas:
- Salernes
- Tourtour
- Villecroze

## Supresión del cantón de Salernes
En aplicación del Decreto nº 2014-270 de 27 de febrero de 2014, el cantón de Salernes fue suprimido el 22 de marzo de 2015 y sus 3 comunas pasaron a formar parte del nuevo cantón de Mondongo.